# Dälek
Dälek (uitgesproken als 'Die-a-leck') is een Amerikaanse experimentele hiphopgroep, opgericht in Newark (New Jersey) in 1998. De groep bestaat uit MC dälek (zang en productie) en Mike Manteca (ook bekend als Mike Mare) (elektronica en productie).

## Bezetting
Leden
- MC dälek[2]
- Mike Manteca (aka Mike Mare)[3]

Voormalige leden
- Still[4]
- Oktopus[5]
- rEK[6]
- Joshua Booth[7]

## Geschiedenis
De groep is ontstaan in het DIY-circuit van New Jersey van het midden van de jaren 1990, gebaseerd op een studio-opstelling van Dälek (Will Brooks), Oktopus (Alap Momin) en Joshua Booth. De groep nam live op en speelde met verschillende dj's, waaronder DJ rEk van 1998 tot 2002, van 2002 en 2005 met stijl (Hsi-Chang Lin) en van 2006 tot 2009 met Motiv. Met deze kern bracht de groep vier volledige lp's uit bij Ipecac Recordings en een reeks ep's, singles en remixen bij verschillende onafhankelijke labels. Booth verliet de groep om zijn doctoraat in 2009 af te ronden en Oktopus was in 2010 naar Berlijn verhuisd. Dälek bracht in 2011 de enkele lp Untitled uit met Brooks en Momin als enige leden. Van 2011 tot 2015 had de groep een permanente onderbreking.
In 2015 werd Brooks herenigd met DJ rEk en Dälek-medewerker Mike Manteca (Destructo Swarmbots). In 2016 bracht de groep de volledige lp Asfalt for Eden uit bij Profound Lore Records. In december 2016 kondigde Ipecac Recordings aan dat ze Dälek opnieuw hadden gecontracteerd. Hun meest recente album Endangered Philosophies verscheen in augustus 2017. Spyros Stasis van PopMatters omschreef het als een verleidelijke mix van hiphop, krautrock, noise en shoegaze. Paul Simpson van AllMusic vond het even schurend en hypnotiserend en verkwikkend maar mooi. Dälek heeft vaak het podium gedeeld met artiesten uit een breed scala aan genres, zoals Godflesh, Isis, Prince Paul, The Melvins, Tool, De La Soul, RJD2, The Young Gods, Meat Beat Manifesto, Jesu, The Pharcyde, Grandmaster Flash, KRS-One, Dub Trio, Charles Hayward, Cult of Luna, Zu, Blackie, The Gaslamp Killer, Earth, The Dillinger Escape Plan, The Bug, Mastodon en Lovage. Oktopus en MC dälek werkten samen met de experimentele metal/hardcore punkband Starkweather aan hun album This Sheltering Night uit 2010.

## Stijl en invloeden
Däleks muziek is donker, lawaaierig en sfeervol, evenzeer geïnspireerd door industriële muziek als Einstürzende Neubauten, het gelaagde geluid van My Bloody Valentine en de dichte geluidscollages van Public Enemy. Hun geluid is vaak opgebouwd door sampling en een muzikale basis die atypisch is voor de meeste hiphop, waardoor het voor mensen moeilijk is om hun geluid te classificeren. Ze worden beschreven als triphop, glitch hop, metal, shoegaze en hiphop en worden ook bekritiseerd vanwege hun brede geluidsbereik. 

## Discografie

### Dälek albums, ep's en singles
- 1998: Negro Necro Nekros
- 2002: From Filthy Tongue of Gods and Griots
- 2002: Dälek vs. Dälek - single
- 2005: Absence
- 2006: Streets All Amped
- 2007: Deadverse Massive Vol. 1 Rarities 1999–2006
- 2007: Abandoned Language
- 2009: Gutter Tactics
- 2010: Untitled
- 2016: Asphalt for Eden
- 2016: Molten - alleen download
- 2017: Endangered Philosophies
- 2019: Respect To The Authors - ep met zes nummers, alleen vinyl

### Samenwerkingen
- 2000: Megaton/Classic Homicide split samenwerking met Techno Animal
- 2002: Ruin It in samenwerking met Kid 606
- 2002: Dälek vs. Velma split samenwerking met Velma
- 2004: Derbe Respect, Alder in samenwerking met Faust
- 2005: Dälek vs. Zu - 2-nummers remix single met Zu
- 2007: Deadverse Massive - vier nummers 12" in samenwerking met Destructo Swarmbots en Oddateee
- 2007: My Education vs. dälek in samenwerking met My Education
- 2008: Dälek vs. Ifwhen – Hear Less / No Good Trying - vier nummers 12" met Ifwhen.
- 2009: DJ Baku vs. Dälek - twee exclusieve Dälek nummers en een remix van een Dälek song door DJ Baku, en vice versa.
- 2010: Griots And Gods – Les Eurockeennes Festival Belfort 2010 live samenwerking met The Young Gods.
- 2019: Anguish - zelfbenoemde lp en cd - 9 track album in samenwerking met Hans Joachim Irmler van Faust en saxofonist Mats Gustafsson en drummer Andreas Werliin van Fire! Orchestra